# Face (film 2004)
Face (페이스?, PeiseuLR) è un film del 2004 scritto e diretto da Yoo Sang-gon.

## Trama
Lee Yeon-min è un poliziotto che si occupa di ricostruire volti partendo da teschi, il quale chiede e ottiene al proprio superiore di poter lavorare esclusivamente nella propria abitazione per poter stare vicino alla figlia Lee Jin, gravemente malata e in attesa di un trapianto di cuore da parte del dottor Yoon, primario dell'ospedale in cui la bambina è operata. Ad assistere Yeon-min nel proprio lavoro viene inviata Jeong Sen-yeong, ragazza inesperta ma estremamente premurosa; l'uomo, ancora traumatizzato dalla morte della moglie, tiene però sempre con lei un comportamento freddo e distante.
Con il passare del tempo, il lavoro di Yeon-min diventa sempre più importante, e quest'ultimo si rende conto che potrebbe essere persino determinante per far terminare una tremenda serie di omicidi a catena. Le indagini nel frattempo vengono proseguite anche dall'integerrimo e tenace ispettore Seo, il quale scopre che il dottor Yoon – il quale si era mostrato più volte reticente anche con lo stesso Yeon-min – è implicato nella vicenda; il medico viene infine trovato morto, ucciso dal reale colpevole, Kim Han-soo, uomo spinto da una motivazione particolarmente contorta: uccidere pazienti sani per fare in modo che i loro organi venissero donati, così da salvare pazienti più giovani.
Il criminale intrappola Yeon-min, ma – grazie anche all'aiuto dell'ispettore Seo – nel combattimento che segue viene infine ucciso. Mediante un messaggio lasciato in un registratore da Sen-yeong, Yeon-min fa infine un'ultima sconvolgente scoperta: la ragazza era stata una delle prime vittime di Han-soo, e dunque quello che aveva avuto sempre accanto era stato il suo spirito, che desiderava aiutare Yeon-min a fare giustizia. L'uomo riprende così la sua vita sotto una prospettiva nuova, superando la propria depressione; nella scena finale, mentre è immerso nel ricordo di Sen-yeong, Yeon-min viene interrotto da Lee Jin, che è ormai completamente guarita: l'uomo si alza e corre così a giocare con la propria bambina in riva al mare.

## Distribuzione
In Corea del Sud la pellicola è stata distribuita dalla Cinema Service, a partire dall'11 giugno 2004; in Italia l'opera è stata distribuita direttamente in DVD dalla 01 Distribution, nel corso del 2006.

### Edizione italiana
L'edizione italiana di Face è stata curata dalla D.P.T. di Roma, con la direzione del doppiaggio di Valter Polini, assistito da Milvia Bonacini.